# Överbelastad sträcka (järnväg)
Överbelastad sträcka är ett begrepp som används i Sverige av Trafikverket när det finns risk för att det blir för många tåg på spåret. En annan orsak är när flera järnvägsföretag har ansökt om samma tågläge. Ett tågläge kopplas till ett enskilt tågs tidtabell. Alla tåglägen jämkas årligen av Trafikverket samman till en tågplan för hela Sverige som även innehåller tidplanen för banarbeten. En sträcka som förklarats som överbelastad skall utredas och följas upp av Trafikverket genom en kapacitetsanalys och en kapacitetsförstärkningsplan.
Processen att förklara en sträcka överbelastad började användas av Banverket från och med 2007.

## Exempel
I arbetet med tågplanen för år 2013 förklarades fyra sträckor som överbelastade.
Göteborgs central: Överbelastad måndag–fredag kl. 05:00–09:00 och 15:00–19:00. Uppställningsbangården överbelastad från fredagar kl. 22:00 till måndagar kl. 05:00. Orsaken var att volymen ökat med upp mot 150 tåg per vardagsdygn.
Karlberg−Stockholm C på Ostkustbanan: Överbelastad måndag–fredag kl. 06:30–09:30 och 15:30–18:30. Orsaken var trafikökning.
Uppsala–Sala på Dalabanan: Överbelastad måndag–fredag kl. 06:00–09:00 och 16:00–19:30. Orsaken var trafikökning.
Borlänge–Falun på Bergslagsbanan: Överbelastad måndag–fredag kl. 06:00–12:00. Orsaken var trängsel på banan.